# Filip Krajinović
Filip Krajinović (Sombor, 27 de Fevereiro de 1992) é um tenista profissional sérvio.
Profissionalizado em 2009, Krajinovic, é treinado pelo conhecido estadunidense Nick Bollettieri, em 2010 após o Serbia Open, onde chegou até as semifinais, atingiu seu melhor ranking de 209 pela ATP.

## Vice-Campeonatos

### Simples (0–3)
| Legenda           |
| Challengers (0/0) |
| Futures (0/3)     |

| Posição | #  | Data           | Torneio                | Piso   | Oponente          | Placar   |
| Vice    | 1. | 28 Junho 2009  | Chico, EUA             | Duro   | Ryan Harrison     | 6–3, 6–4 |
| Vice    | 2. | 5 July 2009    | Rochester, EUA         | Saibro | Vasilis Mazarakis | 6–2, 6–0 |
| Vice    | 3. | 23 Agosto 2009 | San Sebastián, Espanha | Saibro | Thiemo de Bakker  | 6–2, 6–3 |